# Мыс Лазарева (Севастополь)
Мыс Ла́зарева (укр. мис Лазарева) — мыс на южном берегу Севастопольской бухты Чёрного моря. Разделяет Корабельную и Южную бухты.
Мыс назван в честь русского флотоводца и мореплавателя, адмирала, командующего Черноморским флотом (1834—1851) и первооткрывателя Антарктиды Михаила Петровича Лазарева.
Мыс находится на Корабельной стороне Севастополя. На мысе расположены Севастопольский морской завод (учреждён в 1783 году) и филиал Московского государственного университета имени М. В. Ломоносова в Севастополе. Филиал МГУ располагается в зданиях Лазаревских казарм, перед которыми в 1867 году был открыт памятник М. П. Лазареву (снесён в 1928, планируется к восстановлению).
До строительства зданий Лазаревского адмиралтейства на мысе располагался холм, который был срыт для их размещения.